# Agrochola maculata
Agrochola maculata là một loài bướm đêm trong họ Noctuidae.